# Julius Grotenfelt
Berndt Julius Grotenfelt, född 12 april 1859 i Viborg, död 19 december 1929 i Helsingfors, var en finländsk jurist. 
Julius Grotenfelt blev juris doktor 1887, docent i straffrätt 1888, assessor i Viborgs hovrätt 1893, hovrättsråd 1901, prokurator 1905, senator i justitiedepartementet 1917 och justitieråd 1918.  
Han var ledamot av finska lagberedningen 1893–1905, deltog 1888–1913 i lantdagarna och var från 1907 ordförande i Juristföreningen i Finland. Han var president i Finlands högsta domstol från 1920.
Hans författarskap rör sig huvudsakligen inom straffrätten. Bland hans verk märks Om målsegarebrottets begrepp (1887) och Kommentar till konkursstadgan (1918). År 1929 utkom Festskrift för Berndt Julius Grotenfelt.
Julius Grotenfelt var far till Erik Grotenfelt.

## Utmärkelser
- Storkorset av Finlands Vita Ros’ orden,  28 december 1920[7]
- Kommendörstecknet av Finlands Vita Ros’ orden[8]

[Redigera Wikidata]